# Gstaad
Gstaad (wym. [kʃtaːd]) – miasto w zachodniej, niemieckojęzycznej części Szwajcarii, w kantonie Berno. Jest częścią zespołu miejskiego Saanen. Znany ośrodek turystyczny i narciarski. Corocznie odbywa się tu turniej tenisowy ATP Swiss Open Gstaad. Według ostatniego spisu ludności Gstaad zamieszkuje 7035 osób. Jest jedną z dziewięciu miejscowości w Szwajcarii, w których zabroniony jest ruch pojazdów mechanicznych z silnikiem spalinowym.
Znajduje się tutaj dom o nazwie Milky Way przy Alpenblickstrasse 20, którego właścicielem jest reżyser Roman Polański.

## Galeria

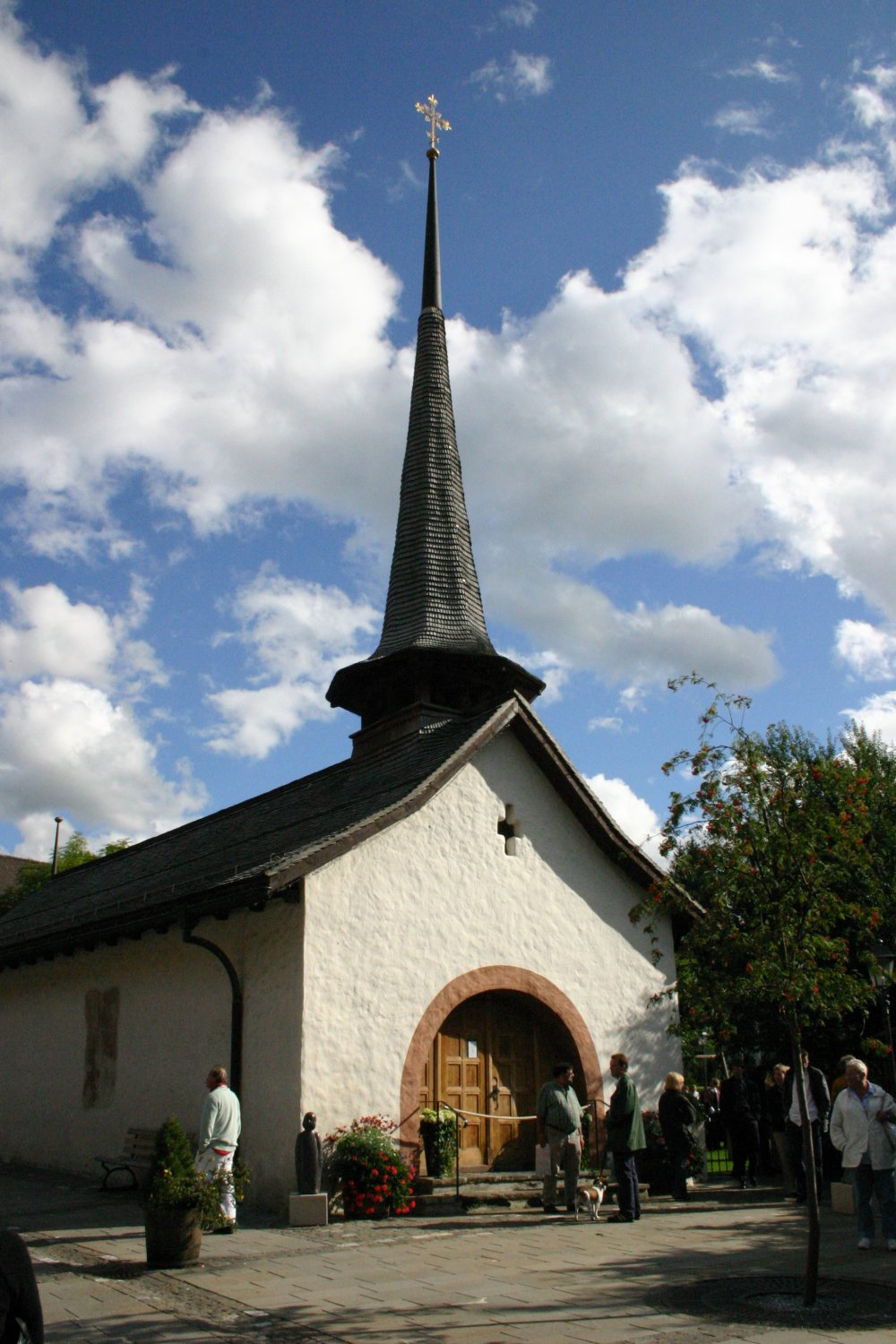
Kościół w Gstaad
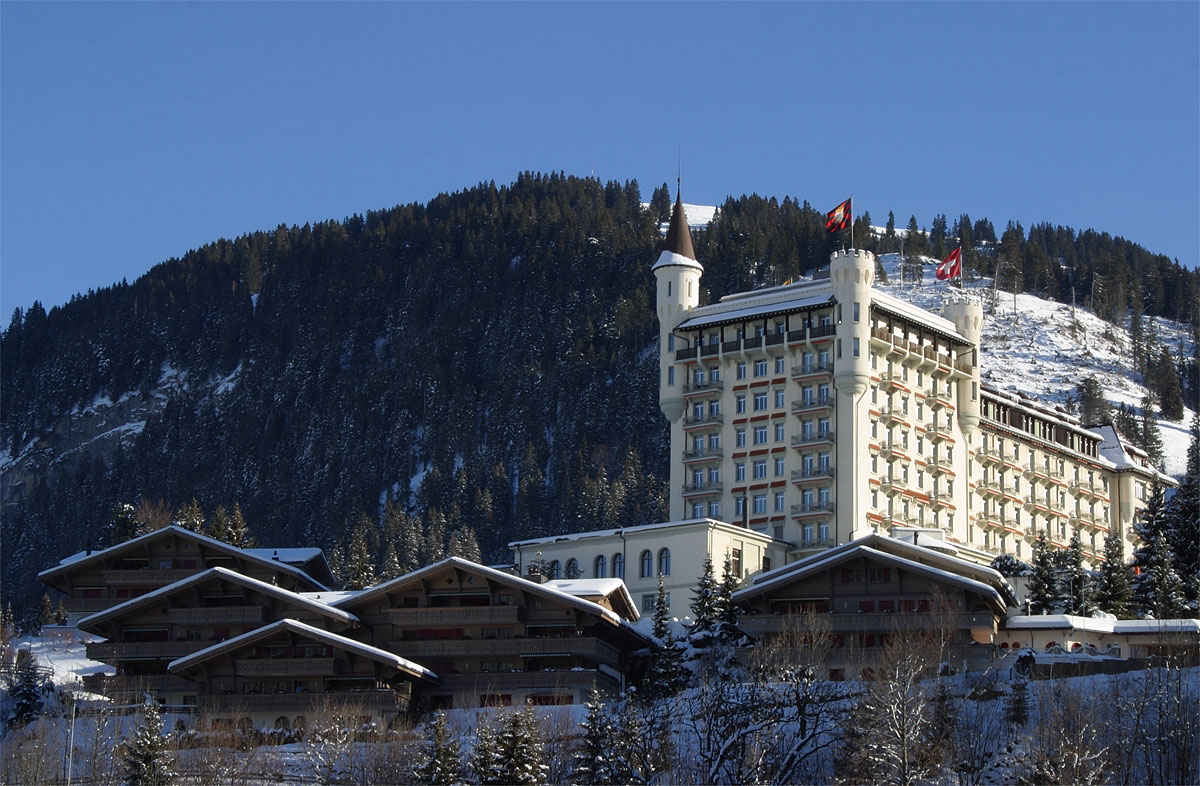
Gstaad Palace Hotel
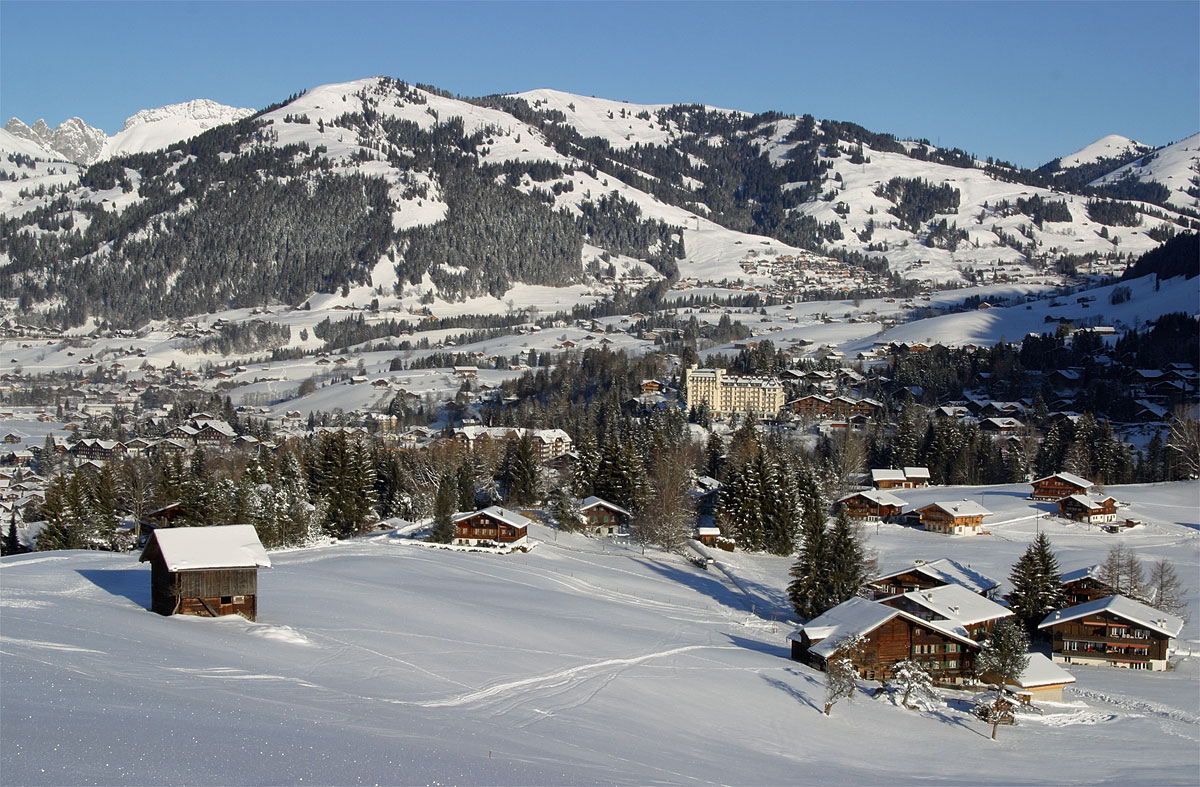
Gstaad